# راؤول كانو
راؤول كانو (بالإسبانية: Raúl Cano)‏ هو لاعب كرة قاعدة مكسيكي، ولد في 23 ديسمبر 1945.